# Chrysiptera talboti
Chrysiptera talboti és una espècie de peix de la família dels pomacèntrids i de l'ordre dels perciformes.

## Morfologia
Els mascles poden assolir els 6 cm de longitud total.

## Distribució geogràfica
Es troba des del Mar d'Andaman fins a Fidji, Palau, el sud de la Gran Barrera de Corall i Tonga.